# Soltsy
Soltsy (Russisch: Сольцы) is een stad in de oblast Novgorod, Rusland. De stad ligt in het westen van de oblast, 78 kilometer ten zuidwesten van Novgorod, op de linkeroever van de rivier Sjelon. Het is het administratieve centrum van het gelijknamige rayon, en heeft rond de 11.000 inwoners.
In 1239 legde Alexander Nevski hier een fort aan om Novgorod tegen vijandelijke invallen te beschermen. De eerste schriftelijke vermelding van de naam Soltsy dateert uit 1390. Het was toen een belangrijke plaats op de handelsroute tussen Pskov en Novgorod. In 1471 vond vlak bij Soltsy de Slag bij de Sjelon plaats tussen enerzijds Moskovië onder leiding van Ivan III en anderzijds Novgorod. De overwinning ging naar Moskovie, hetgeen resulteerde in het einde van de onafhankelijke republiek Novgorod en daarmee de annexatie van Novgorod bij Moskovië.
In 1914 kreeg Soltsy stadstatus. Tijdens de Koude Oorlog bevond zich hier de militaire basis Soltsy-2.
Bestuurlijk centrum: Veliki Novgorod 

Borovitsji · Cholm · Chvojnaja · Malaja Visjera · Okoelovka · Pestovo · Soltsy · Staraja Roessa · Tsjoedovo · Valdaj